# مارلين جان هوران
مارلين جان هوران (بالإنجليزية: Marilyn Jean Horan)‏ هي محامية وقاضية أمريكية، ولدت في 13 سبتمبر 1954 في بتلر في الولايات المتحدة.